# Renato Jorge
Pour les articles homonymes, voir Jorge, Magalhães, Dias, Assunção et Renato.
Renato Jorge Magalhães Dias Assunção surnommé Renato est un footballeur portugais né le 21 janvier 1973 à Porto. Il évoluait au poste de défenseur central.

## Biographie
Renato joue principalement en faveur du SC Salgueiros et de l'União Leiria.
Au total, il dispute 372 matchs en 1re division portugaise et inscrit 8 buts dans ce championnat.
Renato reçoit par ailleurs deux sélections avec l'équipe du Portugal des moins de 21 ans.

## Carrière
- 1991-1997 :  SC Salgueiros
- 1997-1999 :  Sporting Portugal
- 1999-1999 :  Vitória Setubal
- 1999-2003 :  União Leiria
- 2003-2004 :  Leixões SC
- 2004-2007 :  União Leiria
- 2007-2008 :  SC Salgueiros[1],[2]

## Statistiques
- 2 matchs et 0 but en Coupe de l'UEFA
- 372 matchs et 8 buts en 1re division portugaise
- 13 matchs et 0 but en 2e division portugaise